# Navajún
Navajún is een gemeente in de Spaanse provincie en regio La Rioja met een oppervlakte van 16,38 km². Navajún telt 14 inwoners (1 januari 2016).

## Demografische ontwikkeling
Bron: INE, 1857-2011: volkstellingen